# エンジェリック・カンヴァセーション
『 エンジェリック・カンヴァセーション 』（ 英： The Angelic Conversation ）は、1985年に製作されたイギリス映画。デレク・ジャーマン監督。

## キャスト
- ポール・レイナルド
- フィリップ・ウィリアムソン
- デイヴ・ベイビー
- ティモシー・バーク
- サイモン・コスティン
- クリストファー・ホッブズ
- フィリップ・マクドナルド
- ジュディ・デンチ（声の出演/ナレーション）- ウィリアム・シェイクスピアのソネット集の朗読